# Silvia Balletti
Silvia Balletti, née Zanetta Rosa Benozzi, le 27 juin 1701 à Toulouse et morte le 16 septembre 1758 à Paris, épouse Balletti, connue sous son nom de scène de Silvia, ou Silvia Balletti, est une actrice française d’origine italienne. Elle a joué dans une troupe italienne, la troupe de Luigi Riccoboni, rappelée par le Régent pour s’installer à la Comédie-Italienne à Paris de 1716 à 1758. Elle était une des vedettes de ce théâtre italien à Paris et était connue pour ses interprétations des pièces de Marivaux.

## Biographie
Silvia Balletti est née en 1701 des comédiens italiens Antonio Benozzi et Clara Mascara, qui appartenaient à une compagnie théâtrale vénitienne active à Toulouse depuis le bannissement du Théâtre italien de Paris en 1697 par le roi Louis XIV. Ces parents sont donc des comédiens professionnels appartenant à une troupe itinérante dirigée par un ancien acteur de ce Théâtre italien de Paris, Giuseppe Tortoriti. En 1716, elle fait partie, comme plusieurs cousins et cousines, notamment Elena Balletti qui l’a élevée et le frère d'Elena, Giuseppe Baletti dit Mario, des premiers acteurs engagés par Luigi Riccoboni (dit Lélio), chargé par le régent Régent de rétablir la Comédie Italienne à Paris. En 1720, elle épouse Giuseppe Baletti.
On ne connaît pas sa carrière avant 1716, mais on suppose qu'elle devait avoir déjà acquis  de l'expérience, pour participer à la première représentation devant le Régent, le 18 mai 1716. Elle connaît le succès et devient une des vedettes de ce théâtre italien,.
En 1720, elle entame une longue collaboration avec Marivaux à la suite de son interprétation d’une de ses pièces, La Surprise de l'amour. Marivaux écrit pour elle de nombreuses pièces dans lesquelles elle connaît des triomphes sur scène, de 1722 à 1740. Parmi les rôles célèbres (et les pièces) que Silvia Balletti inspire à Marivaux figurent les rôles principaux dans La Double Inconstance en 1723, Le Prince travesti en 1724, La Fausse Suivante toujours en 1724, Le Jeu de l'amour et du hasard en 1730, L'amante difficile en 1731, Le Je ne sais quoi en 1731, L'École des mères en 1732, Arlequin apprenti philosophe en 1733..
En 1750, elle rencontre Francesco Casanova, qui est l'ami de son fils Antonio Stefano Balletti. Casanova se réfugie à Paris en 1757 et courtise sa fille Manon. Bien qu'elle ait fini par remplacer les rôles d'héroïne par des rôles de mère, elle reste l'un des acteurs les plus célèbres du théâtre italien de Paris jusqu'à sa retraite.
Silvia Balletti prend sa retraite en février 1758, peu avant sa mort en septembre 1758 à Paris. Elle a aussi inspiré des peintres, tels Jean-Marc Nattier qui la représente en Thalie, ou encore François de Troy.